# Комар Віталій Анатолійович
Кома́р Віта́лій Анато́лійович (рос. Комар Виталий Анатольевич; нар. 11 вересня 1943, Москва) — російський і американський художник, один із основоположників (разом з Олександром Меламідом) художнього напряму «соц-арт» (вигаданий ними гібрид американського поп-арту та соціалістичного реалізму).

## Біографія
Народився 11 вересня 1943 у Москві. Познайомившись і потоваришувавши з Олександом Меламідом, у 1978 році емігрував разом з ним спочатку в Ізраїль, а потім у США, де й донині проживає у Нью-Йорку. Його роботи (від класичного живопису та скульптури — до концептуальної фотографії та інсталяцій) експонуються у найвідоміших музеях світу, серед них «Музей сучасного мистецтва» (Нью-Йорк), «Метрополітен-музей» (Нью-Йорк), «Музей Віторії і Альберта» (Лондон), «Стеделік музей» (Амстердам).